# Søren Christensen (Politiker)
Søren Christensen (* 31. Oktober 1940 in Gentofte) war vom 1. August 2005 an der Vertreter des dänischen Staatsministeriums auf den Färöern.

## Leben
Christensen löste in der Reichsombudsschaft auf den Färöern Birgit Kleis ab und war der 23. Gouverneur der Färöer seit Gründung dieser Institution 1816. Seit der Autonomie von 1948 war er der neunte Reichsombudsmann. 2008 wurde er von Dan Michael Knudsen abgelöst.
Er wurde 1968 cand. jur. (ungleich dem deutschen studentischen Grad ein akademischer Grad) und war unter anderem Staatssekretär des dänischen Finanzministeriums (1986–1994), Staatsamtsmann für Kopenhagen (1994–1996) und Generalsekretär des Nordischen Ministerrats (1997–2003). Zuletzt war er im Außenministerium für nordische Zusammenarbeit zuständig. 